# شهرستان ریمرس‌وال
شهرستان ریمرس‌وال (به هلندی: Reimerswaal) یک شهرستان در هلند است که در زیلاند واقع شده‌است. شهرستان ریمرس‌وال ۱ متر بالاتر از سطح دریا واقع شده‌است.